# Pontoação
Pontoação é uma lacuna na parede de algumas células parênquimáticas, que se abrem internamente para o interior.
1. ↑  «Pontoação». Michaelis